# 18237 Kenfreeman
A 18237 Kenfreeman (ideiglenes jelöléssel 1182 T-2) a Naprendszer kisbolygóövében található aszteroida. Cornelis Johannes van Houten,   Ingrid van Houten-Groeneveld és Tom Gehrels fedezte fel 1973. szeptember 29-én.